# Josiah Harlan
Josiah Harlan (Newlin Township, 12 giugno 1799 – San Francisco, ottobre 1871) è stato un avventuriero statunitense.
Viaggiò in Afghanistan e nel Punjab, dove partecipò alla politica locale e alle azioni militari delle varie fazioni, fino ad ottenere il titolo di “Principe di Ghowr” per sé e per i suoi discendenti. Le vicende di Harlan hanno ispirato il racconto di Rudyard Kipling L'uomo che volle essere re.

## Infanzia
Josiah Harlan nacque a Newlin Township, nella contea di Chester, in Pennsylvania. I suoi genitori, Joshua Harlan e Sarah Hinchman, erano quaccheri e Josiah e i suoi nove fratelli, tra cui Richard Harlan, furono cresciuti in una famiglia severa e devota. Suo padre era un intermediario commerciale a Filadelfia e molti dei suoi figli entrarono nello stesso settore.
Rimasto orfano di madre all'età di tredici anni, Harlan si dedicò alla lettura. Un contemporaneo riferisce che il quindicenne Harlan si divertiva a leggere libri di medicina, le biografie di Plutarco e i libri dei Profeti. Leggeva il latino e il greco e parlava correntemente il francese. Sviluppò anche una passione per la botanica che durò tutta la vita. Studiò anche la storia antica greca e romana e fu particolarmente affascinato dalle storie di Alessandro Magno.

## Primi viaggi
Nel 1820 Harlan intraprese i suoi primi viaggi. Suo padre gli procurò un lavoro come marinaio su una nave mercantile diretta prima a Calcutta e poi a Canton. Ritornato da questo primo viaggio, mentre si preparava al successivo, si innamorò di una donna, con la quale si fidanzò. Il matrimonio sarebbe stato celebrato al suo ritorno, ma, giunto a Calcutta, Harlan fu informato che la donna aveva rotto il fidanzamento e aveva sposato un altro. Sconvolto dalla notizia, Harlan giurò di non tornare mai più in America e di cercare invece l'avventura in Oriente.
Nel luglio 1824, senza alcuna istruzione formale, si arruolò come chirurgo presso la Compagnia britannica delle Indie orientali. La Compagnia stava per entrare in guerra con la Birmania e aveva bisogno di chirurghi qualificati. Facendo affidamento sui suoi studi personali e su un po' di pratica acquisita durante i suoi viaggi per mare, Harlan si presentò alla commissione medica e fu nominato chirurgo all'ospedale generale di Calcutta.
Dal gennaio 1825 prestò servizio nell'esercito in Birmania, finché non fu ferito o si ammalò. Nel frattempo, il trattato di Yandaboo del 1826 aveva posto fine alle ostilità. Una volta ristabilitosi, Harlan fu inviato a Karnal, a nord di Delhi, dove presto si stancò del servizio nella Compagnia. Nell'estate del 1826 lasciò il suo incarico. Gli fu concesso di rimanere in India, come civile, dal Governatore Generale Lord Amherst.

## Al servizio di Shah Shuja Durrani
Dopo un soggiorno a Simla, Harlan si recò a Ludhiana, un avamposto di frontiera dell'India britannica sul fiume Sutlej, che all'epoca costituiva il confine tra il Punjab e i territori controllati dai britannici. L'agente della Compagnia britannica delle Indie Orientali a Ludhiana, il capitano Claude Martine Wade, descrisse Harlan come un personaggio enigmatico che vestiva bene, conosceva molto bene la flora dell'India e i classici e voleva diventare un mercenario per Ranjit Singh, il maharaja del Punjab. In effetti Harlan aveva deciso di entrare al servizio di Ranjit Singh ma, in attesa di una risposta alla sua richiesta in tal senso, incontrò il sovrano afghano in esilio, Shah Shuja Durrani, ed entrò al servizio di quest'ultimo.
Nell'autunno del 1827, allo scopo di riportare Shah Shuja sul trono, Harlan reclutò circa 100 mercenari, un misto di indù, musulmani e sikh interessati al bottino e al saccheggio. Nonostante le dimensioni ridotte della sua forza, Harlan si convinse di poter rovesciare l'emiro Dost Mohammed Khan, il più abile e intelligente dei fratelli Barakzai, che al tempo governavano l'Afghanistan.
Con il sostegno finanziario di Shah Shuja, Harlan viaggiò lungo l'Indo e in Afghanistan, prima a Peshawar e poi a Kabul. Durante il suo viaggio, ad Ahmedpur Sharqia, Harlan uncontrò due disertori dell'esercito della Compagnia britannica delle Indie Orientali, James Lewis, meglio conosciuto con lo pseudonimo di Charles Masson, e Richard Porter alias “John Brown”, che cercarono senza successo di convincerlo di essere americani e che si unirono all'esercito di Harlan. In seguito Masson disertò anche l'esercito di Harlan e ispirò molti altri a seguire il suo esempio. Shah Shuja, che seguiva Harlan con una propria truppa di mercenari, riuscì a impadronirsi di Peshawar, la capitale estiva dell'Afghanistan. A Kabul, nel forte di Bala Hisar, Harlan incontrò l'uomo che era venuto a deporre, Dost Mohammed Khan. L'emiro suscitò l'ammirazione di Harlan. A Peshawar, Harlan incontrò il nawab Jabbar Khan, fratello e possibile rivale di Dost Mohammed e quindi possibile alleato di Shah Shuja. Durante il periodo trascorso con Jabbar Khan, Harlan valutò la situazione e si rese conto che la posizione di Dost Mohammed era troppo forte e che per la restauraziobe di Shah Shuja era necessaria un'influenza esterna all'Afghanistan. Decise quindi di cercare fortuna in Punjab.

## Al servizio di Ranjit Singh
Nel 1829 Harlan si recò a Lahore, la capitale del Punjab, dove riuscì a contattare il generale francese Jean-François Allard, che lo presentò al maharaja Ranjit Singh. Ad Harlan fu offerto un incarico militare, ma egli lo rifiutò, cercando qualcosa di più redditizio. Più avanti gli fu offerto il posto di governatore del distretto di Gujrat, che Harlan accettò. Prima di affidargli l'incarico, però, il maharaja decise di metterlo alla prova.
Nel dicembre 1829 fu nominato governatore di Nurpur e Jasrota, descritti dallo stesso Harlan come due distretti appena sottomessi dal maharaja situati ai margini delle montagne himalayane. Questi distretti erano stati annessi al Punjab nel 1816 e, quando vi arrivò Harlan, erano piuttosto ricchi. Si sa poco del mandato di Harlan nel Nurpur e nel Jasrota, ma deve aver fatto un buon lavoro. Nel maggio 1832 fu trasferito nel Gujrat. Qui Harlan, poco dopo il suo insediamento, ebbe un incontro con Henry Montgomery Lawrence, che in seguito lo descrisse come "un uomo di notevoli capacità, grande coraggio e intraprendenza e, a giudicare dal suo aspetto, ben adatto al lavoro partigiano". Sempre nel Gujrat, Harlan fu raggiunto dall'avventuriero americano Alexander Gardner, che arrivava dall'Asia centrale in cerca di un impiego presso Ranjit Singh.
La nomina di un governatore europeo era cosa rara, ma Harlan non fu l'unico ad ottenere tale incarico. Paolo Avitabile fu nominato governatore di Wazirabad e Rubino Ventura fu nominato governatore di Dera Ghazi Khan nel 1831. Fra i successori di Harlan nel suo incarico nel Gujrat ci fu anche un inglese di nome Holmes.

## Al servizio di Dost Mohammed Khan
Nel 1836, entrato in disaccordo con Ranjit Singh, Harlan disertò per passare al servizio di Dost Mohammad Khan. Harlan, mentre era al servizio di Ranjit Singh e di Shah Shujah, aveva combattuto contro Dost Mohammed, ma l'emiro rimase sufficientemente colpito dalle sue capacità da accettarlo al suo servizio. Dost Mohammed voleva che Harlan addestrasse le sue tribù a combattere secondo lo stile di guerra occidentale.
Il 20 settembre 1837 arrivò a Kabul Alexander Burnes, agente della Compagnia britannica delle Indie Orientali, che divenne subito il rivale di Harlan. Insieme a Charles Masson, Burnes e Harlan erano gli unici occidentali a Kabul e si odiavano a vicenda. Nel dicembre 1837 ai tre occidentali già lite si unì un orientalista polacco al servizio della Russia, il conte Jan Prosper Witkiewicz, giunto a Kabul come rappresentante dello zar Nicola I di Russia. Burnes era visibilmente sconcertato dalla presenza di Witkiewicz a Kabul e riteneva che l'Afghanistan rischiasse di cadere nella sfera di influenza russa: il Grande Gioco era entrato in una nuova fase.

## Principe della provincia di Ghwor
Nel 1838 Harlan partì per una campagna militare nel Turkestan afghano contro il mercante di schiavi e signore della guerra uzbeko Muhammed Murad Beg. Aveva diverse ragioni per farlo: voleva aiutare Dost Mohammed ad affermare la sua autorità al di fuori di Kabul, era profondamente contrario alla schiavitù e voleva dimostrare che un esercito moderno poteva attraversare con successo l'Hindu Kush. Con una forza di circa 1400 cavalieri, 1100 fanti, 1500 uomini tra personale di supporto e inservienti, 2000 cavalli, 400 cammelli e un elefante, Harlan si considerava un moderno Alessandro Magno. Era accompagnato da un figlio minore e da un segretario di Dost Mohammed. L'emiro cercava di riscuotere un tributo dagli hazara, che erano disposti a versarlo se gli afghani avessero posto fine alle incursioni di Murad Beg. Dopo un arduo viaggio Harlan rinforzò il suo esercito con tuppe hazara. Il primo impegno militare importante di Harlan fu un breve assedio alla cittadella di Sayghan, controllata dal mercante di schiavi tagiko Mohammad Ali Beg. Grazie alla sua artiglieria Harlan ottenne un rapido successo, in seguito al quale le autorità locali chiesero la sua amicizia.
Uno dei governanti locali più potenti e ambiziosi era Mohammed Reffee Beg Hazara, principe di Ghowr, una regione nella parte centro-occidentale dell'attuale Afghanistan. Mohammed Refee e il suo seguito banchettarono con le truppe di Harlan per dieci giorni, durante i quali osservarono la notevole disciplina e organizzazione di un esercito moderno. Invitarono Harlan a tornare alla roccaforte di montagna di Reffee. Da parte sua Harlan rimase stupito dal funzionamento del sistema feudale degli hazara, popolo che ammirava sia per l'assenza di schiavitù nella loro cultura sia per l'uguaglianza di genere, inusuale in quella regione. Al termine della visita Harlan e Refee raggiunsero un accordo. Harlan e i suoi eredi sarebbero stati principi di Ghwor in perpetuo, con Reffee come visir. In cambio, Harlan avrebbe raccolto e addestrato un esercito con l'obiettivo di consolidare ed estendere l'autonomia di Ghwor.
Quando Harlan tornò a Kabul, era però iniziata la prima guerra anglo-afghana e le forze britanniche al seguito di William Hay Macnaghten avevano occupato la città. Harlan, che non provava simpatia per i britannici, divenne rapidamente persona non grata e decise di lasciare l'Afghanistan. Trascorse un periodo nell'Impero Russo. Una donna che lo aveva conosciuto in Inghilterra inviò delle lettere alla nobiltà russa in cui sosteneva che Harlan era un amministratore esperto, in grado di migliorare le condizioni dei contadini. Nonostante fosse molto popolare tra le donne dell'alta società, Harlan non riuscì a stabilire alcun contatto importante con il governo russo e presto decise di tornare negli Stati Uniti.

## Ritorno in America
Una volta tornato in America, Harlan fu accolto come un eroe nazionale. Egli giocò abilmente con la stampa, sostenendo che non ci si doveva soffermare sul suo titolo reale, poiché egli “considera regni e principati cose di frivola importanza, se confrontati con l'onorevole e stimabile titolo di cittadino americano”. La sua fama svanì rapidamente dopo la pubblicazione del suo libro A Memoir of India and Afghanistan - With observations on the present status critique and future prospects of these Countries. Nel libro Harlan attaccava i nemici che si eta fatto in India, sia europei sia indiani, e descriveva come spregevole il sistema imperiale britannico. In modo ancora più allarmante, scrisse della facilità con cui la Russia avrebbe potuto, se avesse voluto, attaccare e danneggiare seriamente l'Impero britannico. In Gran Bretagna Harlan fu denunciato, anche se, come osservò uno storico, il suo libro fu "ufficialmente screditato, ma segretamente letto, sottobanco, da storici e strateghi britannici”. La stampa americana non lo criticò, ma la controversia fece sì che Harlan non pubblicasse altri libri.
Con il peggiorare delle sue condizioni econimiche, Harlan cercò nuovi obiettivi. Iniziò a fare pressioni sul governo statunitense affinché questo importasse cammelli da insediare negli Stati Uniti occidentali. La sua speranza era che i cammelli fossero ordinati in Afghanistan e che lui fosse mandato come agente per l'acquisto. Harlan convinse il governo, ed in particolare il Segretario alla Guerra Jefferson Davis, che i cammelli sarebbero stati un utile investimento, ma per motivi economici fu deciso di importarli dall'Africa. Harlan pensò quindi di convincere il governo ad acquistare uva afghana: dedicò due anni a questa impresa, ma l'inizio della guerra civile americana ne impedì la realizzazione.
Harlan propose allora di costituire un reggimento. Convinto antischiavista, arruolò un reggimento dell'Unione, l'11º Cavalleggeri della Pennsylvania, di cui fu colonnello. Harlan era abituato a trattare i subordinati come avrebbe fatto un principe orientale e questo lo portò davanti alla corte marziale. Ormai anziano terminò il suo servizio a causa di problemi di salute.
Si trasferì infine a San Francisco, dove lavorò come medico e dove morì di tubercolosi, nel 1871. Fu praticamente dimenticato. I suoi resti furono sepolti nel cimitero, ora non piò esistente, di Laurel Hill e successivamente spostati. La sua tomba è sconosciuta.

## Nella cultura popolare
- Scott H. Reiniger, protagonista del film horror di culto del 1978 Zombi, è il discendente diretto di Harlan e quindi (dal 2004) erede del titolo di Principe di Ghowr.[17].
- Harlan compare anche nel romanzo Flashman and the Mountain of Light di George MacDonald Fraser.

## Opere
- (EN) Josiah Harlan, A memoir of India and Avghanistaun, with observations on the present exciting and critical state and future prospects of those countries, 1842.